# Вецдаугава (микрорайон)
Вецдаугава (латыш. Vecdaugava, в буквальном переводе — «Старая Даугава») — микрорайон в Северном районе города Риги, граничащий с Вецаки, Трисциемсом, Вецмилгрависом, а также через одноимённый рукав Даугавы с Мангальсалой.

## Топоним
Название произошло от залива реки Даугавы.

## История
В 1305 году монастырь Даугавгрива был куплен Ливонским орденом, который построил здесь штаб-квартиру ордена. Между 1305 и 1485 годами в замке Даугавгрива правили 22 полководца. Во время гражданских войн Ливонии в 1485 году после четырёхнедельной осады замок захвачен и разрушен войсками города Риги. Была оставлена только одна башня в качестве ориентира для кораблей в море.
Замок восстановлен Вальтером фон Плеттенбергом, магистром Ливонского ордена. В 1582 году правитель Речи Посполитой Стефан Баторий приказал перестроить замок и возвести более высокие земляные валы, которые сегодня являются единственными видимыми остатками замка.

## Инфраструктура

### Магазины
- Продовольственный магазин: «Vesko» (Palejas iela 2).
- Магазин бассейнов и джакузи: «Tropu Kubls» (Vecāķu prospekts 73).
- Магазин игрушек: «Loltoys» (Lietus iela 11).

### Транспорт
Автобус
- 24: Мангальсала — Улица Абренес